# Штримайтис, Римантс
Римантс Штримайтис (латыш. Rimants Štrimaitis; р. 25 декабря 1965 года, Лиепая) — латвийский военный деятель, бывший командующий Военно-морскими силами Латвии. Капитан 1 ранга (с декабря 2007 года). Командир центра подготовки морских сил. Окончил Лиепайский политехникум, Полтавское высшее военное зенитно-ракетное училище, Военно-морской колледж США, Латвийскую Национальную академию обороны.
В сентябре 2009 года большинством голосов Сейма Латвии был избран на пост командира флотилии морских сил Латвии. В должность вступил с 5 октября 2009 года. На этом посту Штримайтис сменил Александра Павловича.